# Smog fotochemiczny

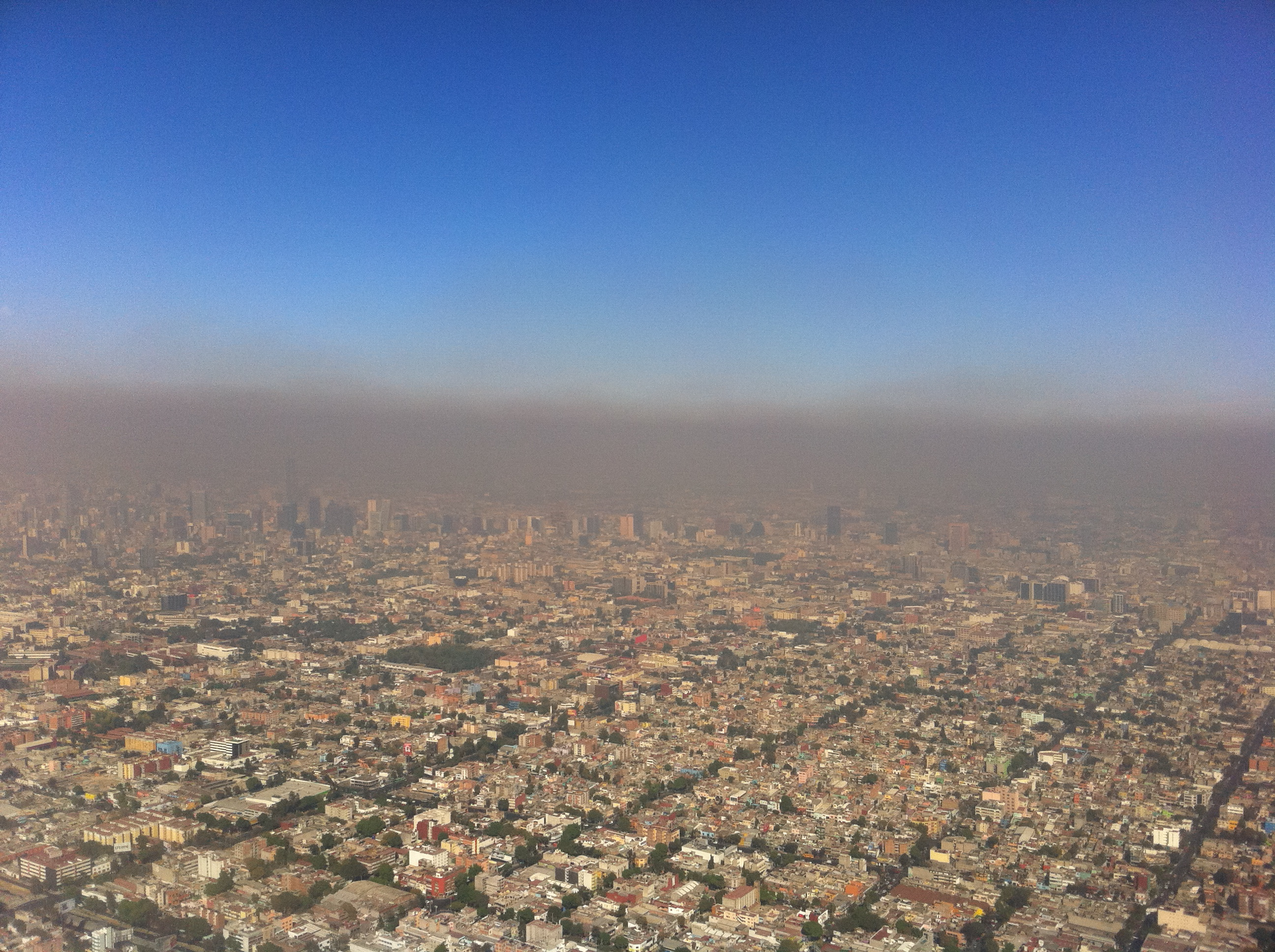
Obrazek pokazuje smog jaki się utworzył nad Meksykiem.

Smog fotochemiczny (nazywany też smogiem typu Los Angeles, smogiem białym lub smogiem jasnym) – typ smogu powstający w słoneczne dni przy dużym ruchu ulicznym. Brunatna mgła, która zwykle pojawia się nad miastami podczas gorącej, słonecznej pogody, kiedy to mieszanka czynników zanieczyszczających powietrze, zwłaszcza spalin wchodzi w reakcję ze światłem słonecznym, w wyniku czego powstaje trujący gaz, czyli ozon. Gaz ten może być przyczyną trudności w oddychaniu.

## Występowanie
Smog typu Los Angeles na półkuli północnej obserwowany jest najczęściej od czerwca do września, przy wysokiej temperaturze (pomiędzy 24 a 35°C[niewiarygodne źródło?]) i słabym wietrze. Smog tego typu powszechnie występuje także w Santiago, São Paulo, Caracas, Atenach, Kairze, Teheranie, Pekinie, Szanghaju, Bangkoku  oraz w mniejszym stopniu w Tokio, Osace, Nowym Jorku, Paryżu, Rzymie czy Madrycie. Występuje też w polskich miastach, szczególnie tych obciążonych dużym ruchem samochodowym.

## Powstawanie
Tlenki azotu i węglowodory obecne w spalinach samochodowych w obecności światła wchodzą w reakcje prowadzące do powstania silnych utleniaczy (m.in. ozonu), formaldehydu, acetaldehydu, PAN oraz nadtlenku wodoru.

## Szkodliwość
Smog fotochemiczny powoduje podrażnienie oczu, dróg oddechowych oraz uszkodzenia roślin.